# Karl-Friedrich Blanke
Karl-Friedrich Blanke (* 13. Dezember 1910 in Herford; † 1991) war ein deutscher Musiktherapeut.

## Leben
Der Sohn eines Matratzenfabrikanten nahm nach dem Abschluss der Oberrealschule ein Medizinstudium auf. Im Sommersemester 1933 war er an der Universität Rostock immatrikuliert.
Blanke promovierte 1937 an der Universität Göttingen mit einer Arbeit über den Geburtsverlauf beim engen Becken nach dem Material der Göttinger Frauenklinik der Jahre 1926-1935 und arbeitete danach in Bad Salzuflen.
Als Musiktherapeut empfiehlt Blanke „Musik in Verbindung mit Farblichteffekten und Streichmassagen zur Beruhigung und Entspannung bei psychosomatischen Leiden“.
Blankes Ansatz war, wie bei Lois A. Benedict, E. Thayer Gaston und H. M. Sutermeister, eine sozialpsychologisch-analytisch orientierte Musiktherapie.

## Publikationen (Auswahl)
- Über kombinierte Musik-Farben-Massage-Therapie in der Praxis des Internisten. In: Die Heilkunst. Nr. 73, 1960, S. 169.